# Suotajärvi
Suotajärvi är en sjö i Finland. Den ligger i kommunen Viitasaari i landskapet Mellersta Finland, i den centrala delen av landet, 300 km norr om huvudstaden Helsingfors. Suotajärvi ligger 110,3 meter över havet. Arean är 3,51 kvadratkilometer och strandlinjen är 19,9 kilometer lång. Sjön  ingår i Kymmene älvs huvudavrinningsområde.   I omgivningarna runt Suotajärvi växer i huvudsak blandskog. Den sträcker sig 5,9 kilometer i nord-sydlig riktning, och 2,2 kilometer i öst-västlig riktning.
I övrigt finns följande i Suotajärvi:
- Talassaari (en ö)
- Kuikkaluoto (en ö)
- Pyykkisaari (en ö)
- Konosluoto (en ö)
- Koljosensaari (en ö)